# Batalla de Suèssula
La batalla de Suèssula va tenir lloc l'any 343 aC durant les Primera Guerra Samnita, i va enfrontar els samnites i als romans dirigits pel cònsol Marc Valeri Corvus.
Es considera una continuació de la batalla del Mont Gaure i va ser una victòria decisiva de Valeri Corvus sobre els samnites, que havien reunit les restes del seu exèrcit després de la batalla anterior.
Els samnites van aprofitar les celebracions que van fer els romans per la victòria obtinguda al Mont Gaure per trobar nous guerrers a les muntanyes del Sàmnium per fer un nou intent i atacar Suèssula, propera a la ciutat d'Acerra. Els habitants de Suèssula van enviar informadors a Càpua, que va enviar genets amb la demanda d'auxili al campament romà. El cònsol va deixar la impedimenta al campament vigilada per una tropa i a marxes forçades s'apropa a l'enemic i acampa molt a la vora. Quan els samnites els van veure, es van posar en formació de batalla, però els romans van preferir no presentar-la i fortificar el campament. Els exploradors samnites van veure que els romans anaven sense bagatges i van proposar un atac. Havien d'omplir les rases, enderrocar el terraplè i aconseguir entrar, i els caps samnites van preferir enviar els seus homes a buscar farratge i menjar, pensant que els romans, com que anaven sense provisions, aviat es rendirien per la fam.
El cònsol, al veure l'enemic dispers, va portar els seus homes a atacar el campament samnita que ara no tenia gaire defensa. Va atacar frontalment agafant els samnites desprevinguts. Titus Livi diu que van morir més samnites dins de les tendes que no pas defensat l'entrada al campament. Marc Valeri Corvus no ho va considerar suficient, i deixant una forta guarnició al campament conquerit i es va llançar contra l'enemic. Amb la cavalleria els va tallar la retirada i els va obligar a enfrontar-se amb la infanteria. Els samnites, desconcertats, no sabien cap a quin lloc fugir ni com arribar al campament. Hi va haver una gran massacre i Titus Livi diu que els romans can recollir quaranta mil escuts i cent setanta estendards.